# Plougras
Plougras (en bretó Plougraz) és un municipi francès, situat a la regió de Bretanya, al departament de Costes del Nord. L'any 1999 tenia 495 habitants.

## Demografia
| 1962                                       | 1968 | 1975 | 1982 | 1990 | 1999 |
| ------------------------------------------ | ---- | ---- | ---- | ---- | ---- |
| 615                                        | 670  | 592  | 530  | 498  | 495  |
| Des de 1962: població sense dobles comptes |      |      |      |      |      |

## Administració
| Període | Identitat        | Partit |
| ------- | ---------------- | ------ |
| 2001-   | Francis Morellec |        |

## Història
Fou un dels indrets on es va produir la Revolta dels Barrets Vermells de 1675.